# لود، کمبریج‌شر
لود (به انگلیسی: Lode) یک روستا و محله مدنی در بریتانیا است که در کمبریج شرقی واقع شده‌است. لود ۹۱۳ نفر جمعیت دارد.